# Alvarado (Veracruz)
Alvarado (offiziell: Ilustre, Heroica y Generosa Ciudad y Puerto de Alvarado) ist eine Stadt im mexikanischen Bundesstaat Veracruz. Die Stadt ist Sitz des Municipio Alvarado. Sie liegt 64 km von Veracruz entfernt an der Mündung des Río Papaloapan bzw. der Laguna de Alvarado in den Golf von Mexiko.
Im Jahr 2010 lebten 23.128 Einwohner in der Stadt.
In vorspanischer Zeit hieß die Stadt Atlizintla. Im Jahre 1518 betrat der Konquistador Pedro de Alvarado den Ort Atlizintla und benannte Stadt und den Fluss nach sich selbst. Im Jahre 1563 baute Juan de Sahagún den Hafen von Alvarado aus und ermöglichte größeren Schiffen das Anlegen.
Die wichtigsten Produkte, die von Alvarado aus in alle Welt gehen, sind Kaffee, Obst und Zucker. Die Wirtschaft dieser Region konzentriert sich auf die Fischerei und die Landwirtschaft.
Hier wurde im Jahr 1953 der Film Die Hochmütigen (Les Orgueilleux, deutscher Alternativtitel Aufenthalt vor Vera Cruz) mit Gérard Philipe und Michèle Morgan gedreht.